# 九芎坑斷層
九芎坑斷層（英語：Chiuchiunkeng Fault），位於台灣西南部的活動斷層，屬於逆移斷層，約呈北北東走向，由雲林縣古坑向南延伸至嘉義縣竹崎附近，長約17公里。

## 總結與評估
由野外地質調查結果，九芎坑斷層是一條逆移斷層，北起荷苞山南側，向南經梅山到竹崎南方水景頭附近，斷層長度約17公里。九芎坑斷層帶的寬度在石牛溪剖面約850公尺，由數條分支斷層所構成，愈往南斷層帶的寬度逐漸減小。在地形上，斷層造成數條平行的小崖，此一特徵由石牛溪向南可追蹤到梅山鄉九芎坑附近，而至竹崎以南地形特徵則漸不明顯。
由九芎坑斷層截切的階地礫石層的定年結果，距今47,100+1,750年至18,540±130年之間至少有一次活動紀錄，而距今18,540年前以來也曾經活動過；由於標本採自低位的河階礫石層，研判九芎坑斷層最晚的活動時間可能更年輕。
由大地測量的結果，在1996~1999年間，九芎坑斷層在兩側斷盤的平均水平位移速度皆小於10公厘/年，而1999~2005年間的平均位移場則顯示，斷層上盤與下盤的速度向量差約13 公厘/年。近斷層的速度場變化則顯示，1996~2005年間橫跨九芎坑斷層的平行斷層走向的水平分量均小於1.0公厘/年；在1999~2005年間垂直斷層走向的水平分量，由0.2公厘/年，增加至9.7公厘/年；這些資料指示九芎坑斷層具有相當的活動潛勢，而近期的運動方式為逆移形式兼具左移分量。
九芎坑斷層，由存疑性活動斷層改列為第二類活動斷層。